# Нагатай
Нагатай (бур. Наhатай - пожилой) — деревня в Баяндаевском районе Иркутской области России. Входит в состав Кырменского муниципального образования. Находится примерно в 49 км к северо-востоку от районного центра.

## Население
По данным Всероссийской переписи, в 2010 году в деревне проживал 81 человек (40 мужчин и 41 женщина).